# Werner Brodde
Werner Brodde (* 14. August 1898 Pyritz, Pommern; † 1955) war ein deutscher KPD-Funktionär.

## Leben und Tätigkeit
Brodde wurde als unehelicher Sohn einer Kindergärtnerin geboren. Sein Vater war der Arzt Walter Gutmann. Dieser schied 1939 durch Suizid aus dem Leben, da er befürchtete, aufgrund seiner jüdischen Herkunft deportiert zu werden.
Nach dem Schulbesuch wurde Brodde an einer Präparandenanstalt ausgebildet. Von 1916 bis 1918 nahm er am Ersten Weltkrieg teil. Anschließend durchlief er eine kaufmännische Lehre, um dann ein Auskommen als Reisender und Vertreter zu finden.
Politisch begann Brodde sich 1925 in der Kommunistischen Partei Deutschlands (KPD) zu organisieren. 1928 wurde er Unterbezirks-Sekretär dieser Partei in Görlitz. Ein Jahr später wurde Brodde Leiter der KPD im Breslauer Stadtteil West. 1930 übernahm er Funktionen als Kassierer und Mitglied des Sekretariats der KPD-Bezirksleitung Breslau.
Ende 1930 wurde Brodde wegen Beleidigung, Hausfriedensbruchs, Landfriedensbruchs und Widerstandes zu einer Haftstrafe von 15 Monaten verurteilt.
Nach seiner Freilassung übernahm Brodde den Posten des Pol-Leiters des Freidenkerverbandes in Breslau. Im Frühjahr 1932 wurde er dann zum Agitpropsekretär der KPD-Bezirksleitung in Breslau ernannt. Zugleich war er Vorsitzender der Fraktion der KPD in der Stadtverordnetenversammlung von Breslau. Wenige Wochen nach dem Machtantritt der Nationalsozialisten wurde Brodde Ende März 1933 verhaftet. Als prominenter Kommunist wurde er in das wilde SA-Konzentrationslager Dürrgoy am Rand von Breslau verschleppt und dort bis zur Auflösung des Lagers festgehalten. Im Herbst 1933 kam er wieder frei.
Von 1935 bis 1938 war Brodde in einer von seiner Mutter betriebenen Tabakwarenhandlung tätig, danach arbeitete er wie in früheren Zeiten als Reisender und Vertreter. Von 1942 bis 1944 fungierte Brodde als Sachbearbeiter des Rüstungsbetriebes Rheinmetall-Borsig in Breslau-Hundsfeld. Im August 1944 wurde Brodde als ehemaliger KPD-Funktionär im Zuge der Aktion Gitter erneut verhaftet und bis November 1944 im KZ Groß-Rosen festgehalten.
1945 kam Brodde nach Sachsen, wo er wieder Mitglied der KPD, später der SED wurde und außerdem den Sachsenverlag in Dresden leitete. Bis 1948 war er zudem Generaldirektor der Export und Import GmbH in Dresden.
Im Juni 1948 wurde Brodde Sekretär für Wirtschaftspolitik des SED-Landesverbands Sachsen. In den 1950er Jahren war Brodde hauptamtlicher Vorstandsvorsitzender des Verbandes Sächsischer Konsumgenossenschaften. 1953 wurde Brodde wegen »parteischädigenden Verhaltens« aus der SED ausgeschlossen und seine Anerkennung als Verfolgter des Naziregimes zurückgenommen. Nach Einspruch bei der ZPKK wurde er wieder Mitglied der SED.